# Segretario di Stato della Santa Sede
Il segretario di Stato, nell'organizzazione della Chiesa cattolica, presiede la Segreteria di Stato della Santa Sede, rilevante dicastero della Curia romana.

## Storia
Dal pontificato di Innocenzo X (1644-1655) il segretario è sempre stato un cardinale. Per consuetudine, un ecclesiastico non cardinale poteva ricoprire la carica solo come pro-segretario di Stato, esercitando le sue normali funzioni, finché fosse stato creato cardinale nel concistoro successivo; tuttavia nel 2013 Francesco ha nominato con titolo pieno di segretario l'arcivescovo Pietro Parolin, nonostante questi non fosse ancora cardinale al momento della designazione.
Il 30 agosto 2013 Francesco, accettando le dimissioni del cardinale Tarcisio Bertone, ha nominato nuovo segretario di Stato l'arcivescovo Pietro Parolin, nunzio apostolico in Venezuela. Parolin ha assunto l'incarico il 15 ottobre 2013. Parolin ha cessato il mandato il 21 aprile 2025 con la morte di papa Francesco, ma è stato riconfermato nell'incarico donec aliter provideatur dal successore Leone XIV.
Solamente due segretari di Stato non erano italiani: lo spagnolo Rafael Merry del Val y Zulueta (1903-1914) e il francese Jean-Marie Villot (1969-1979). Quest'ultimo è sinora anche il segretario di Stato che ha servito il numero più alto di pontefici regnanti, tre: Paolo VI che lo nominò, e i successori Giovanni Paolo I e Giovanni Paolo II che lo confermarono.
Tre segretari di Stato sono stati successivamente eletti papi: Alessandro VII (Fabio Chigi) nel 1655; Clemente IX (Giulio Rospigliosi) nel 1667; Pio XII (Eugenio Pacelli) nel 1939.

## Funzioni
Il segretario di Stato, come responsabile delle attività politiche e diplomatiche della Santa Sede, è paragonabile ad un primo ministro per quanto riguarda le attività della Santa Sede, sia interne che estere, ma non ha alcun potere esecutivo all'interno della Città del Vaticano, ruolo che spetta invece al presidente del Governatorato dello Stato della Città del Vaticano. 
Il segretario termina il suo mandato con il pontefice che lo ha designato.

## Cronotassi dal 1605 ad oggi
| N. | Ritratto                      | Nome                                             | Inizio incarico                                      | Fine incarico               | Pontefice regnante          |
| -- | ----------------------------- | ------------------------------------------------ | ---------------------------------------------------- | --------------------------- | --------------------------- |
| 1  |                               | Scipione Caffarelli-Borghese (1577-1633)         | 1605                                                 | 1621                        | Paolo V (1605-1621)         |
| 2  |                               | Ludovico Ludovisi (1595-1632)                    | 17 marzo 1621                                        | 8 luglio 1623               | Gregorio XV (1621-1623)     |
| 3  |                               | Lorenzo Magalotti (1583-1637)                    | 1624                                                 | 1628                        | Urbano VIII (1623-1644)     |
|    | incarico vacante              | incarico vacante                                 | 1628                                                 | 1644                        | Urbano VIII (1623-1644)     |
| 4  |                               | Giovanni Giacomo Panciroli (1587-1651)           | 1644                                                 | 1651                        | Innocenzo X (1644-1655)     |
| 5  |                               | Fabio Chigi (1599-1667)                          | 3 dicembre 1652                                      | 7 gennaio 1655              | Innocenzo X (1644-1655)     |
| 6  |                               | Giulio Rospigliosi (1600-1669)                   | 7 aprile 1655                                        | 22 maggio 1667              | Alessandro VII (1655-1667)  |
| 7  |                               | Decio Azzolino (1623-1689)                       | 1667                                                 | 1669                        | Clemente IX (1667-1669)     |
| 8  |                               | Federico Borromeo (1617-1673)                    | 11 maggio 1670                                       | 18 febbraio 1673            | Clemente X (1670-1676)      |
| 9  |                               | Francesco Nerli (1636-1708)                      | agosto 1673                                          | 22 luglio 1676              | Clemente X (1670-1676)      |
| 10 |                               | Alderano Cybo-Malaspina (1613-1700)              | 23 settembre 1676                                    | 12 agosto 1689              | Innocenzo XI (1676-1689)    |
| 11 |                               | Giambattista Rubini (1642-1707)                  | 6 ottobre 1689                                       | 1º febbraio 1691            | Alessandro VIII (1689-1691) |
| 12 |                               | Fabrizio Spada (1643-1717)                       | 14 luglio 1691                                       | 27 settembre 1700           | Innocenzo XII (1691-1700)   |
| 13 |                               | Fabrizio Paolucci (1º incarico) (1651-1726)      | 3 dicembre 1700                                      | 19 marzo 1721               | Clemente XI (1700-1721)     |
| 14 |                               | Giorgio Spinola (1667-1739)                      | 10 maggio 1721                                       | 7 marzo 1724                | Innocenzo XIII (1721-1724)  |
| 13 |                               | Fabrizio Paolucci (2º incarico) (1651-1726)      | 6 giugno 1724                                        | 21 giugno 1726              | Benedetto XIII (1724-1730)  |
| 15 |                               | Niccolò Maria Lercari (1675-1757)                | 14 giugno 1726                                       | 21 febbraio 1730            | Benedetto XIII (1724-1730)  |
| 16 |                               | Antonio Banchieri (1667-1733)                    | 15 luglio 1730                                       | 16 settembre 1733           | Clemente XII (1730-1740)    |
| 17 |                               | Giuseppe Firrao (1670-1744)                      | 4 ottobre 1733                                       | 6 febbraio 1740             | Clemente XII (1730-1740)    |
| 18 |                               | Silvio Valenti Gonzaga (1690-1756)               | 20 agosto 1740                                       | 28 agosto 1756              | Benedetto XIV (1740-1758)   |
| 19 |                               | Alberico Archinto (1698-1758)                    | 20 settembre 1756                                    | 30 settembre 1758           | Benedetto XIV (1740-1758)   |
| 20 |                               | Ludovico Maria Torriggiani (1697-1777)           | 8 ottobre 1758                                       | 2 febbraio 1769             | Clemente XIII (1758-1769)   |
| 21 |                               | Lazzaro Opizio Pallavicini (1719-1785)           | 19 maggio 1769                                       | 23 febbraio 1785            | Clemente XIV (1769-1774)    |
| 22 |                               | Ignazio Gaetano Boncompagni Ludovisi (1743-1790) | giugno 1785                                          | settembre 1789              | Pio VI (1774-1799)          |
| 23 |                               | Francesco Saverio de Zelada (1717-1801)          | 14 ottobre 1789                                      | 10 febbraio 1796            | Pio VI (1774-1799)          |
| 24 |                               | Ignazio Busca (1731-1803)                        | 1796                                                 | 18 marzo 1797               | Pio VI (1774-1799)          |
| 25 |                               | Giuseppe Maria Doria Pamphilj (1751-1816)        | 18 marzo 1797                                        | 29 agosto 1799              | Pio VI (1774-1799)          |
| 26 |                               | Ercole Consalvi (1º incarico) (1757-1824)        | 15 marzo 1800                                        | 17 giugno 1806              | Pio VII (1800-1823)         |
| 27 |                               | Filippo Casoni (1733-1811)                       | 17 giugno 1806                                       | 2 febbraio 1808             | Pio VII (1800-1823)         |
| 28 |                               | Giulio Gabrielli (1748-1822)                     | 26 marzo 1808                                        | 17 maggio 1814              | Pio VII (1800-1823)         |
| 26 |                               | Ercole Consalvi (2º incarico) (1757-1824)        | 17 maggio 1814                                       | 20 agosto 1823              | Pio VII (1800-1823)         |
| 29 |                               | Giulio Maria della Somaglia (1744-1830)          | 28 settembre 1823                                    | 17 gennaio 1828             | Leone XII (1823-1829)       |
| 30 |                               | Tommaso Bernetti (1º incarico) (1779-1852)       | 17 giugno 1828                                       | 10 febbraio 1829            | Leone XII (1823-1829)       |
| 31 |                               | Giuseppe Albani (1750-1834)                      | 31 marzo 1829                                        | 30 novembre 1830            | Pio VIII (1829-1830)        |
| 30 |                               | Tommaso Bernetti (2º incarico) (1779-1852)       | 21 febbraio 1831                                     | 20 gennaio 1836             | Gregorio XVI (1831-1846)    |
| 32 |                               | Luigi Lambruschini (1776-1854)                   | 12 gennaio 1836                                      | 1º giugno 1846              | Gregorio XVI (1831-1846)    |
| 33 |                               | Tommaso Pasquale Gizzi (1787-1849)               | 8 agosto 1846                                        | 5 luglio 1847               | Pio IX (1846-1878)          |
| 34 |                               | Gabriele Ferretti (1795-1860)                    | 17 luglio 1847                                       | 1º febbraio 1848            | Pio IX (1846-1878)          |
| 35 |                               | Giuseppe Bofondi (1795-1867)                     | 21 gennaio 1848                                      | 10 marzo 1848               | Pio IX (1846-1878)          |
| 36 |                               | Giacomo Antonelli (1º incarico) (1806-1876)      | 10 marzo 1848                                        | 4 maggio 1848               | Pio IX (1846-1878)          |
| –  |                               | Luigi Ciacchi (1788-1865)                        | 4 maggio 1848                                        | 4 maggio 1848               | Pio IX (1846-1878)          |
| –  |                               | Antonio Francesco Orioli ad interim (1778-1852)  | 4 maggio 1848                                        | 6 agosto 1848               | Pio IX (1846-1878)          |
| 37 |                               | Giovanni Soglia Ceroni (1779-1856)               | 6 agosto 1848                                        | 29 novembre 1848            | Pio IX (1846-1878)          |
| 36 |                               | Giacomo Antonelli (2º incarico) (1806-1876)      | 29 novembre 1848                                     | 6 novembre 1876             | Pio IX (1846-1878)          |
| 38 |                               | Giovanni Simeoni (1816-1892)                     | 18 dicembre 1876                                     | 5 marzo 1878                | Pio IX (1846-1878)          |
| 39 |                               | Alessandro Franchi (1819-1878)                   | 5 marzo 1878                                         | 31 luglio 1878              | Leone XIII (1878-1903)      |
| 40 |                               | Lorenzo Nina (1812-1885)                         | 9 agosto 1878                                        | 16 dicembre 1880            | Leone XIII (1878-1903)      |
| 41 |                               | Ludovico Jacobini (1832-1887)                    | 16 dicembre 1880                                     | 28 febbraio 1887            | Leone XIII (1878-1903)      |
| 42 |                               | Mariano Rampolla del Tindaro (1843-1913)         | 2 giugno 1887                                        | 20 luglio 1903              | Leone XIII (1878-1903)      |
| 43 |                               | Rafael Merry del Val (1865-1930)                 | 12 novembre 1903                                     | 20 agosto 1914              | Pio X (1903-1914)           |
| 44 |                               | Domenico Ferrata (1847-1914)                     | 4 settembre 1914                                     | 10 ottobre 1914             | Benedetto XV (1914-1922)    |
| 45 |                               | Pietro Gasparri (1852-1934)                      | 13 ottobre 1914                                      | 7 febbraio 1930             | Benedetto XV (1914-1922)    |
| 45 | Pio XI (1922-1939)            | Pietro Gasparri (1852-1934)                      | 13 ottobre 1914                                      | 7 febbraio 1930             |                             |
| 46 |                               | Eugenio Pacelli (1876-1958)                      | 9 febbraio 1930                                      | 10 febbraio 1939            |                             |
| 47 |                               | Luigi Maglione (1877-1944)                       | 10 marzo 1939                                        | 22 agosto 1944              | Pio XII (1939-1958)         |
|    | incarico vacante              | incarico vacante                                 | 22 agosto 1944                                       | 14 dicembre 1958            | Pio XII (1939-1958)         |
| 48 |                               | Domenico Tardini (1888-1961)                     | 14 dicembre 1958                                     | 30 luglio 1961              | Giovanni XXIII (1958-1963)  |
| 49 |                               | Amleto Giovanni Cicognani (1883-1973)            | 12 agosto 1961                                       | 30 aprile 1969              | Giovanni XXIII (1958-1963)  |
| 49 | Paolo VI (1963-1978)          | Amleto Giovanni Cicognani (1883-1973)            | 12 agosto 1961                                       | 30 aprile 1969              |                             |
| 50 |                               | Jean-Marie Villot (1905-1979)                    | 2 maggio 1969                                        | 9 marzo 1979                |                             |
| 50 | Giovanni Paolo I (1978)       | Jean-Marie Villot (1905-1979)                    | 2 maggio 1969                                        | 9 marzo 1979                |                             |
| 50 | Giovanni Paolo II (1978-2005) | Jean-Marie Villot (1905-1979)                    | 2 maggio 1969                                        | 9 marzo 1979                |                             |
| 51 |                               | Agostino Casaroli (1914-1998)                    | 1º luglio 1979 (pro-segretario dal 28 aprile 1979)   | 1º dicembre 1990            |                             |
| 52 |                               | Angelo Sodano (1927-2022)                        | 1º luglio 1991 (pro-segretario dal 1º dicembre 1990) | 15 settembre 2006           |                             |
| 52 | Benedetto XVI (2005-2013)     | Angelo Sodano (1927-2022)                        | 1º luglio 1991 (pro-segretario dal 1º dicembre 1990) | 15 settembre 2006           |                             |
| 53 |                               | Tarcisio Bertone (1934-)                         | 15 settembre 2006                                    | 15 ottobre 2013             |                             |
| 53 | Francesco (2013-2025)         | Tarcisio Bertone (1934-)                         | 15 settembre 2006                                    | 15 ottobre 2013             |                             |
| 54 |                               | Pietro Parolin (1955-)                           | 15 ottobre 2013 - in carica                          | 15 ottobre 2013 - in carica |                             |
| 54 | Leone XIV(2025-)              | Pietro Parolin (1955-)                           | 15 ottobre 2013 - in carica                          | 15 ottobre 2013 - in carica |                             |